# Bob Duynstee
Anthony Ernst Mary (Bob) Duynstee (Amsterdam, 24 december 1920 – Maastricht, 9 mei 2014) was een Nederlands econoom en politicus.
Duynstee was een conservatief katholiek econoom afkomstig uit de KNP. Hij was de zoon van een industrieel en kleinzoon van een Tweede Kamerlid. Hij speelde, na zijn studie in Ierland en een loopbaan in het internationale bedrijfsleven, een bescheiden rol in de KVP-Tweede-Kamerfractie. In 1967 werd hij niet herkozen, maar hij was wel beschikbaar om staatssecretaris voor de Luchtmacht te worden in het kabinet-De Jong.
- Biografisch Portaal: 87715193
- Gemeinsame Normdatei: 1246529335
- International Standard Name Identifier: 0000 0003 8961 2451
- Nederlandse Thesaurus van Auteursnamen: 143301624
- Parlement.com: vg09ll06zxxe
- Virtual International Authority File: 283058515